# Tourlotí
Tourlotí, en grec moderne : Τουρλωτή, est un village du dème de Sitía, en Crète, en Grèce. Selon le recensement de 2011, la population de Tourlotí compte 299 habitants. Le village est situé à une altitude de 325 m et à une distance de 28 km de Sitía.